# Triviador
Triviádor je računalniški kviz s skoraj 3.000.000 vprašanji iz področij življenjskega sloga, zabave, športa, zgodovine, matematike, biologije, kemije, fizike, umetnosti, literature in geografije. Kviz je napisan v 16 različnih jezikih med katerimi je tudi slovenščina. Igro igra več kot 40.000.000 igralcev po vsem svetu.
Začetek igre
Igra se prične tako, da igralec najprej izpere ime, pod katerim bo viden drugim igralcem. Nato si priredi še svoj videz (lahko izbira tudi med spolom svoje podobe). Za tem se igralcu prek namišljenih likov predstavijo pravila igre in razloži, kako igrati in si pridobivati točke.
Vrste bitk
Igralec si točke v igri pridobi z bitkami. V teh mora pravilno odgovarjati na vprašanja, da premaga nasprotnike. Igralcu so na voljo različne bitke:
- kratka igra,
-dolga igra,
-miniturnir,
-prijateljska igra.
Jokerji
Jokerji so neke vrste pomoči, ki jih igralec lahko uporabi v igri in mu pomagajo pri odgovoru na zastavljeno vprašanje. Obstaja več vrst jokerjev. Tista ki pomagata pri vprašanjih, kjer igralec izbira med štirimi različnimi odgovori (kladivo, vprašaj posadko), tista za vprašanja, kjer mora igralec uganiti določeno število (teleskop, papiga), tista, ki igralcu olajšata strateški vidik igre (čarobna krila, utrdi trdnjavo) in pa jokerji za ohranjanje niza zmag (pirat, načelnik, minister, kralj, škof).
Lige
Z pridobljenimi točkami se igralec poteguje za različno visoke uvrstitve v ligah. To so neke vrste hierarhične skupine, med katerimi se igralec premika. Ko pride iz prve lige v drugo, ga na koncu tedna čakajo tri možnosti - če je igral zelo dobro in je med prvimi v ligi (ima veliko točk), potlej se uvrsti v višjo ligo, če je igral malo manj, potlej ostane v ligi, če pa ni dobil dovolj točk, potlej izpade iz te lige v nižjo. V igri je sedem različnih lig:
-povzpetniki,
-preživeli,
-uporniki,
-bojevniki,
-vitezi,
-plemiči,
-triviadorji,
-obstajata še osma in deveta uvrstitev, ki pripadata prvim petim in pa vodilnemu igralcu v ligi triviadorjev.
Skladno z uvrstitvijo se poboljšuje izgled igralčevega gradu: od lesenega, do kamnitega in naposled zlatega.